# Premis YoGa 1996
Els 7è Premis YoGa foren concedits al "pitjoret" de la producció cinematogràfica de 1995 per Catacric l'1 de febrer de 1996 "a Barcelona" per un jurat anònim.

## Guardonats
| Secció           | Premi                      | Nom                                  | Guanyador                                                          |
| ---------------- | -------------------------- | ------------------------------------ | ------------------------------------------------------------------ |
| Cinema estranger | Pitjor pel·lícula          | "Mientras roncabas"                  | El convent                                                         |
| Cinema estranger | Pitjor director            | "No dirijas sin decirme a dónde vas" | Robert Rodriguez, per Desperado                                    |
| Cinema estranger | Pitjor actor               | "French Kiss"                        | Hugh Grant, per Nou mesos                                          |
| Cinema estranger | Pitjors actrius (ex aequo) | "Bobastontas"                        | Sandra Bullock, per The net (La xarxa)                             |
| Cinema estranger | Pitjors actrius (ex aequo) | "Bobastontas"                        | Julia Roberts, per Alguna cosa de què parlar                       |
| Cinema espanyol  | Pitjor pel·lícula          | "Esta noche cruzamos el Manzanares"  | Historias del Kronen                                               |
| Cinema espanyol  | Pitjor direcció            | "Felpudo Maldito"                    | Marta Balletbò-Coll per Costa Brava                                |
| Cinema espanyol  | Pitjor actor               | "Babe, el cerdito valiente"          | Juan Echanove, per La flor de mi secreto i Una casa en las afueras |
| Cinema espanyol  | Pitjor actriu              | "Dina Rex"                           | Lina Morgan, per Hermana, ¿pero qué has hecho?                     |
| Cinema espanyol  | Ptjor guió                 | "Justino, tenemos un problema"       | Guionistes de la cerimònia dels Goya                               |
| Cinema espanyol  | Pitjor doblatge            | "No te dobles que es peor"           | Antonio Banderas                                                   |
| Cinema espanyol  | Industria                  | "Farinelli il castrato"              | Cinema català de 1995                                              |
| Cinema espanyol  | Trajectòria                | "Busca tu refugio"                   | Carlos Benpar, per El caçador furtiu                               |
| Especials        | Uno de los nuestros        | "Sospechosos habituales"             | Tertulians de ¡Qué grande es el cine!                              |
| Especials        | Celebració                 | "Cien años... y un funeral"          | "Simulacre de celebració oficial" del centenari del cinema         |